# هنری مایر (کاریکاتوریست)

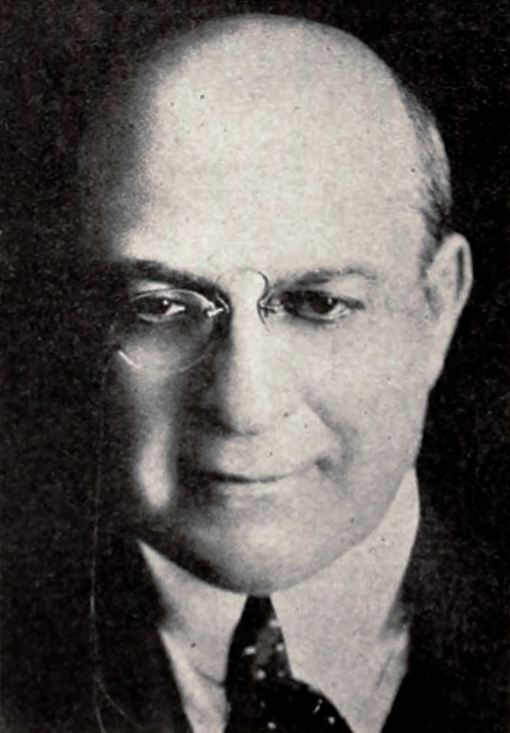
هنری مایر، ۱۹۲۲

هنری مایر (به انگلیسی: Henry Mayer) (۱۸ ژوئیه ۱۸۶۸–۲۷ سپتامبر ۱۹۵۴) که اغلب به عنوان اچ وای مایر در امضاها دیده می‌شد، کارتونیست و انیماتور آلمانی-آمریکایی بود.

## بررسی اجمالی شغل

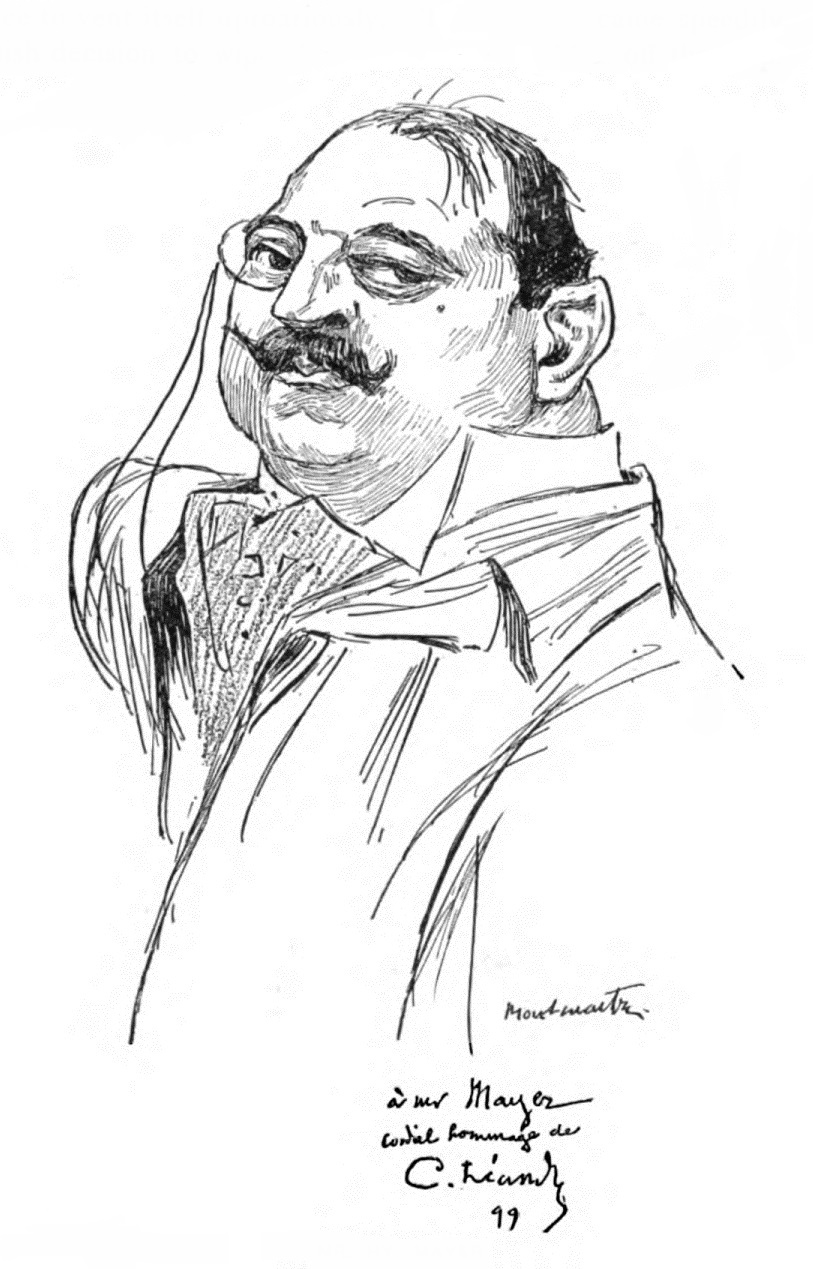
کاریکاتور اچ وای مایر، توسط شارل لئاندر، ۱۸۹۹

مایر در ورمس آلمان متولد شد. پسر تاجر یهودی اهل لندن بود. وی پس از کار به عنوان تصویرگر مجله در مونیخ، پاریس (فیگارو) و لندن (روزنامه پال مال) مشغول کار شد و در سال ۱۸۸۶ به ایالات متحده مهاجرت کرد. در سال ۱۸۹۳ به نیویورک نقل مکان کرد و تعدادی از کتاب‌های کودکان را تصویرگری کرد. او از سال ۱۹۰۴ کاریکاتوریست سیاسی برای نیویورک تایمز بود و سپس در ۱۹۱۴ کاریکاتوریست اصلی Puck. وی از سال ۱۹۰۹ تا ۱۹۱۷ به کارهای هنری در فیلم‌های اولیه مانند مجموعه اخبار هفتگی متحرک جهانی کمک کرد. مجموعه اصلی "Travelaughs" را که از طریق استودیوی جهانی از سال ۱۹۱۳ تا ۱۹۲۰ منتشر شد و مجموعه چنین زندگی است  را با عناوینی مانند چنین است زندگی در نمایشگاه شهرستان (۱۹۲۱) و چنین زندگی در مونیخ (۱۹۲۲) ایجاد و کارگردانی کرد. از سال ۱۹۲۰ تا ۱۹۲۶ توسط دفاتر Booking Film America منتشر شده‌است. این دو مجموعه فیلم کوتاه موضوع انیمیشن و فیلم اکشن زنده را در مکان‌های عجیب و غریب ترکیب کرده‌است. وی از سال ۱۹۱۳ تا ۱۹۲۶ بیش از ۱۰۰ فیلم کوتاه را کارگردانی کرده‌است.
وی در نرواک جنوبی، کانکتیکت، ایالات متحده درگذشت.

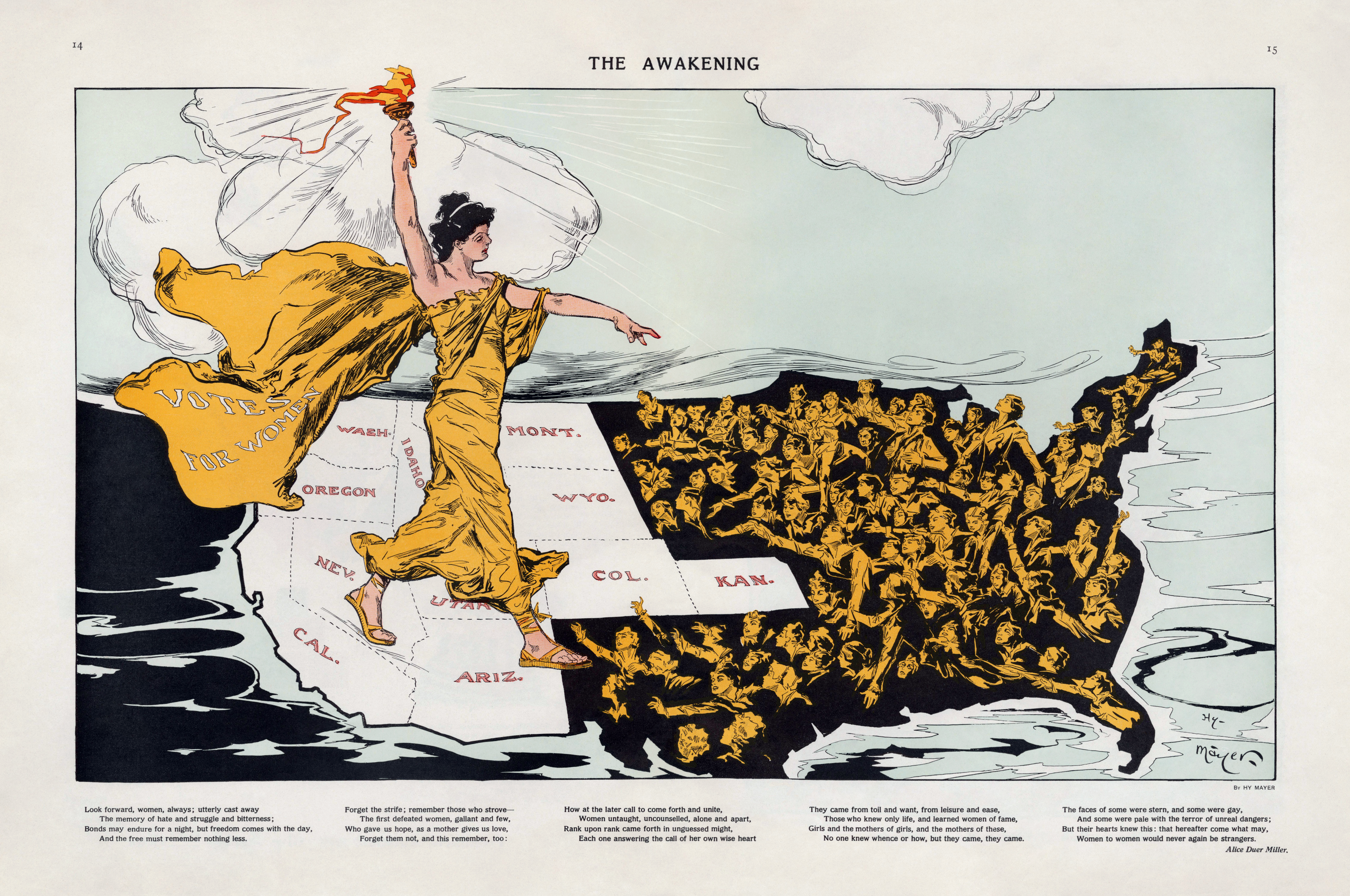
بیداری. فراگراهای حق رأی زنان در غرب موفق بودند. مشعل آنها در این کارتون هنری مایر در مجله پاک ۲۰ فوریه ۱۹۱۵ زنان مبارز در شرق و جنوب را بیدار می‌کند.